# Plebańce (rejon miński)
Plebańce al. Plebańcy (biał. Плябанцы, ros. Плебанцы) – wieś na Białorusi, w obwodzie mińskim, w rejonie mińskim, w sielsowiecie Michanowicze.
Własność bernardynek mińskich do 1835, gdy została znacjonalizowana. W czasach Rzeczypospolitej ziemie te leżały w województwie mińskim. Odpadły od Polski w wyniku II rozbioru. W granicach Rosji wieś należała do ujezdu mińskiego w guberni mińskiej. Ponownie pod polską administracją w latach 1919–1920 w okręgu mińskim Zarządu Cywilnego Ziem Wschodnich.